# Fjällklubbstarr
Fjällklubbstarr (Carex buxbaumii ssp. mutica) är en flerårig gräslik växt inom släktet starrar och familjen halvgräs. Fjällklubbstarr har basala slidor som är purpurröda och styva upprätta strån. Dess strån blir från två till fyra mm breda och är kortare än stråna. De nedre stödbladen är vanligen kortare än axsamlingen. Dess axfjäll är kortare än fruktgömmet och saknar borstlik spets. De omvänt äggrunda fruktgömmena blir från två till tre mm, saknar näbb men har en liten insänkt öppning. Nöten fyller fruktgömmet helt. Fjällklubbstarr blir från 20 till 60 cm hög och blommar från juni till juli.

## Utbredning
Fjällklubbstarr är ganska vanlig i Norden och trivs på näringsrik torvmark, helst i fjällen, såsom blötkärr, myrar, stränder, bäckkanter och blockfält. Dess utbredning i Norden sträcker sig till hela Sveriges, Finlands och Norges fjällandskap samt vissa områden på Island.

## Synonymer
- (Carex adelostoma)